# Automotodrom Grobnik
L'automotodrom Grobnik è un circuito permanente situato in Croazia a Grobnico (Grobnik), nel territorio comunale di Zaule di Liburnia nei pressi di Fiume.

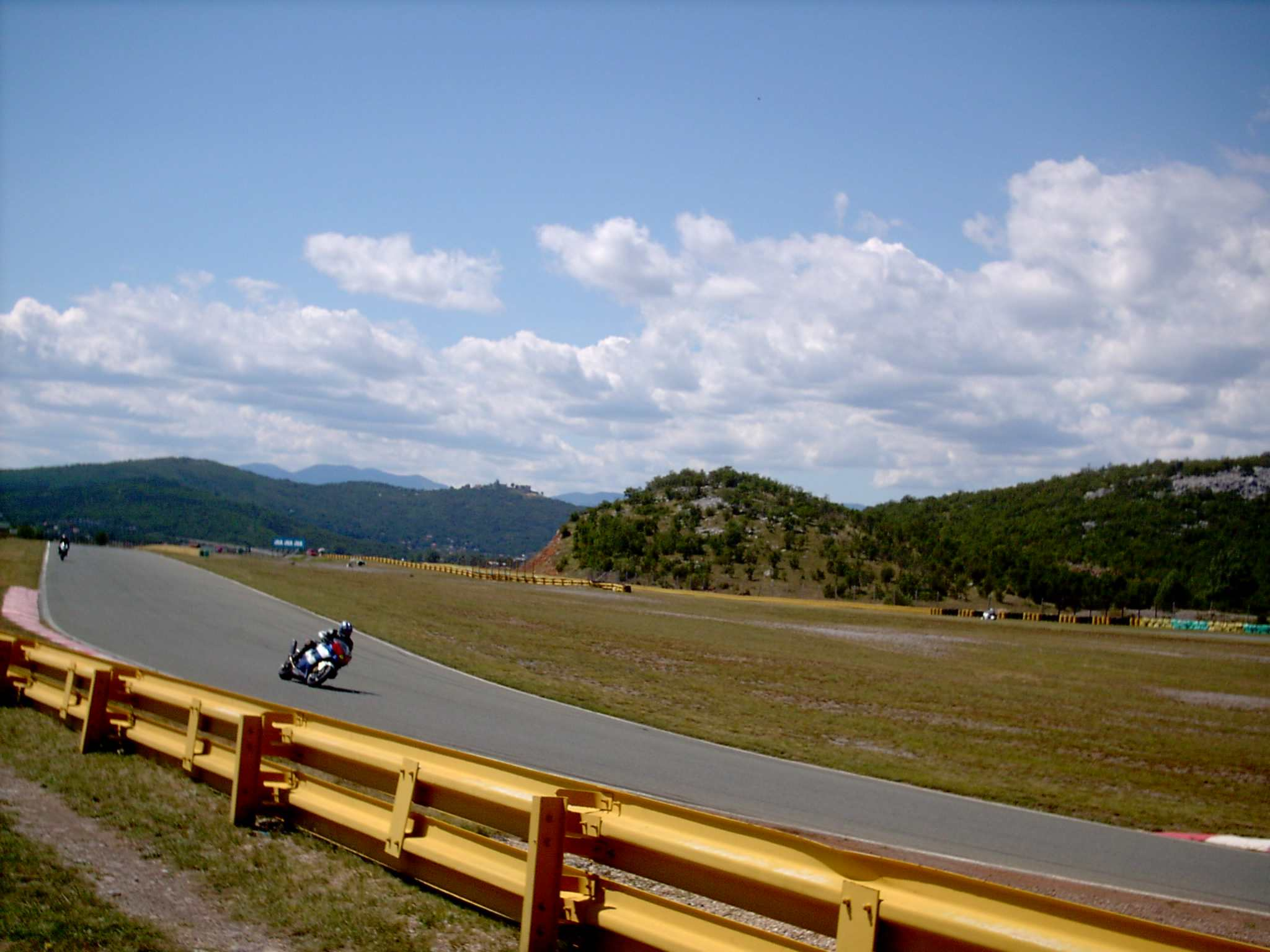
Uno scorcio del circuito

La pista è lunga 4.168,75 m ed è larga 10 m (15 sul rettilineo della partenza), ha 15 curve e si gira in senso antiorario.
Costruito in poco più di due mesi, è nato per sostituire il circuito di Abbazia, vecchio tracciato stradale divenuto troppo pericoloso per gli standard di sicurezza moderni. È noto per aver ospitato dal 1978 al 1990 il Gran Premio motociclistico di Jugoslavia, valido per il motomondiale. Dal 2005 ospita il Campionato mondiale velocità Sidecar. Tra le altre gare ospitate sul circuito vi sono quelle del campionato motociclistico Alpe-Adria e del campionato croato.